# マルドゥック・スクランブル
『マルドゥック・スクランブル』は、ハヤカワ文庫JAから刊行されている冲方丁のSF小説。イラストは寺田克也が担当している。作品の過去のエピソードを描いた短編『マルドゥック・スクランブル プレストーリイ』が2話、『SFマガジン』誌に掲載された。また、続編の『マルドゥック・ヴェロシティ』予告編の『マルドゥック・ヴェロシティ Prologue&Epilogue』が『SFマガジン』誌に発表されている。『マルドゥック・ヴェロシティ』本編は早川書房より2006年11月に出版された。完結編である『マルドゥック・アノニマス』が2016年3月より刊行されている。
第24回日本SF大賞受賞作品。『SFが読みたい！ 2004年版』ベストSF国内篇1位。2010年3月時点でシリーズ累計部数は50万部を記録している。
2005年12月にゴンゾ製作でアニメ化されることが発表されていたが、2006年12月21日に製作中止が発表された。2010年11月からGoHands製作で劇場アニメ「劇場版『マルドゥック・スクランブル 圧縮』」が全国順次公開され、映画版に併せて全面改稿した改訂新版が1冊の単行本として発売された。更に、その改訂新版を3冊の文庫に分けた「完全版」が2010年10月8日に刊行された。
『別冊少年マガジン』（講談社）にて大今良時によるコミカライズが2009年10月号から2012年6月号連載された。また、『NEMESIS』（同）にて皆本形介によるコミカライズ『マルドゥック・デーモンズ』が＃31から＃40まで連載された。

## ストーリー
少女娼婦バロットは、ショーギャンブラーにしてオクトーバー社の汚れ仕事を引き受けるシェルの計画により命を落としかけるが、シェルの犯罪を捜査する委任事件担当捜査官のイースターと、人語を解する金色のネズミ型万能道具存在ウフコックにより救出され、マルドゥック・スクランブル09法に基づく禁じられた科学技術の特別使用によって一命を取り留める。
バロットは、高度な電子干渉（スナーク）能力を手に入れ、イースター、ウフコックと共にシェルの犯罪を追う。一方、シェルも圧倒的な戦闘力を持っている委任事件担当捜査官ボイルドを雇い、バロットを追い詰めようとしていた。ボイルドはかつてはウフコックと手を組んでいたこともあったが、彼我にわかれて闘うこととなる。自分の忌まわしい過去を癒し、シェルを破滅に追い込むために、バロットたちは、シェルの真の履歴データを入手する必要があり、そのデータは、シェルの経営するカジノの、百万ドルチップ4枚に分散されて格納されていることを突き止める。バロットたちは、このチップからデータを取り込むために、カジノに乗り込み、四百万ドル以上の勝ちを目指す。

## 登場人物
※劇場用アニメ版で演じた声優名を併記する。
ルーン＝バロット(RUNE BALOT)
声 - 林原めぐみ
本作の主人公。少女娼婦。ルーン＝バロットは娼婦としての源氏名であり、家名はフェニックスであることが作中で示唆されているが、名前は不明。シェルの計画により命を落としそうになるが、生命の保護などに限って禁じられた科学技術の使用を認める「マルドゥック・スクランブル-09法」に基づき、全身に金属繊維による人工皮膚を移植され一命を取り留め、それにより常人より遥かに優れた身体能力と体感覚、あらゆる電子機器を触れずに操作する能力を得る。もともと一保護証人であったが、とあることをきっかけにウフコック、イースターとともに積極的にシェルの犯罪を追う事になる。その過程で否応なく多くの戦いに巻き込まれ被害者から加害者へと変わり、そこから様々な人間や弱肉強食の世界に生きる者たちと語らい、時に戦うことで真に闘う意味と自分の存在の意義を確立していく。
ウフコック・ペンティーノ
声 - 八嶋智人
委任事件担当捜査官。人語を解する金色のネズミ型万能道具存在。体を複数の次元に分割しており、また亜空間に貯蔵してある物質を使って様々な兵器や道具に変化（ターン）することができる。イースター、フェイスマン等が在籍した宇宙戦略研究所で開発され、匂いを元に人間の感情を読み取る能力を持っており、研究所では「金の卵」と呼ばれた。かつてはボイルドとパートナーシップを組み、マルドゥック・スクランブル-09法に基づく証人保護プログラムに従事していたが、とある麻薬事件においてボイルドに濫用され、それを機にボイルドとは決別、道具存在としての自我を確立した。またその時の経験により、周囲を感知するセンサーを全身に装備している。誠実で思慮深い性格だが、物事を真面目に考えて悩む癖があり、名前と引っ掛けて｢煮え切らない｣と周囲から揶揄されることもある。尻尾をつままれて持ち上げられると怒る。なお、作者によるあとがきで、映画『レオン』の主人公レオンがモデルであることが明かされている。
ドクター・イースター
声 - 東地宏樹
委任事件担当捜査官。かつては宇宙戦略研究所（今の"楽園"）の研究者だったが、戦争終結による研究所の廃棄が決定された際、ウフコック、ボイルド等と共に研究所を出てマルドゥック・スクランブル-09法に基づく証人保護プログラムに従事した。またバロットの人工皮膚の技術やボイルドの擬似人工重力の技術はこの研究所で開発されたもので、ボイルドの不眠活動機能についてはイースターも直接開発に関与した。シェルに殺されかけて全身大火傷を負ったバロットを救い、バロットの証言を元にシェルの犯罪を追う。髪はカオス理論に基づきまだらに染め、派手な色の白衣を着込み、多くのキーホルダーを付けているというさながらパンク青年のような容姿であったが、バロットの不興を受け服装、髪型を改めた。
シェル・セプティノス
声 - 中井和哉
ショーギャンブラーで娯楽産業を総轄する大企業オクトーバー社の下で複数のカジノを取り仕切り、またオクトーバー社のマネーロンダリングも引き受けている。キディ・ポルノのスター女優で少女娼婦であったルーン＝バロットをスカウトし、自らの専属娼婦として新たな氏名や身分などを与えたが、自らの計画のためバロットを殺害しようとする。これまで殺した少女の骨をブルーダイヤにして指輪に嵌めている。殺害したはずのバロットが生きていたことを知り、オクトーバー社の下で仕事をする委任事件担当捜査官のボイルドを雇い、バロットの抹殺と事件の制圧を目論む。過去にA-10手術を受けている。シザース。
ディムズデイル・ボイルド
声 - 磯部勉
かつてのウフコックのパートナー、そしてウフコックを濫用の限りを尽くした男。
委任事件担当捜査官。かつての大陸国家との戦争では空挺部隊員、いわゆるエリートであったが、戦争の激化により、任務に就く際に覚醒剤を服用しその中毒により味方を誤爆する。その後軍隊を除隊し、宇宙戦略研究所に保護される。その時の枯れ果てたような姿から「錆びた銃（ラスティ・ポンプ）」というあだ名をつけられる。研究所で麻薬中毒の治療を受けたが、その際に研究所の創始者、“三博士”の一人のクリストファー・ロビンプラント・オクトーバーの提案により開発されたばかりのウフコックとパートナーシップを結んだ。また、研究所で特殊検診を受け人工的に擬似重力を発生させる能力と、睡眠をまったく必要としない体を得た。研究所の廃棄が決定された後はクリストファー、ウフコック、イースター等と共にマルドゥック・スクランブル-09法に基づく証人保護プログラムに従事していたが、とある事件の解決方法を巡ってイースター、ウフコックと反目し、現在はオクトーバー社の下で委任事件の捜査に当たっている。無睡眠化とウフコックの喪失とシザース化により、ウフコックの魂を嗅ぎとる能力を信じる以外のあらゆる感情を失っている。今回の事件ではシェルに雇われバロットの抹殺を目論む。極めて巨大なリボルバー（64口径）を使用しているが、それはかつてウフコックがターン（変身）したものである。かつての濫用による殺害とオクトーバー社に取り入ったのは全てウフコックを守るため、そしてオクトーバー社に報いるためのものであったが、ウフコックやイースターはその事実を知らない。
クリーンウィル・ジョン・オクトーバー
現在のオクトーバー社の社長。シェルがバロットたちに追い詰められていることを知り、ボイルドにシェル暗殺を指令する。グッドフェロウ・ノーマン・オクトーバーの傀儡である。

### 誘拐屋
誘拐を生業とする集団。全員が名前にある臓器を身体に移植している臓器フェティシスト集団である。人体を中心に扱う畜産業者として港に潜伏している。各員が脳に通信装置を、網膜にディスプレイデバイスを移植しており、それを用いて高度に連携をとることができる。ボイルドに雇われバロットを暗殺しようとするも、ウフコックを濫用してしまったバロットの手により返り討ちに遭ってしまう。全てはボイルドの「緊急時において、使い手がウフコックをどういう風に扱うか」を図るための、噛ませ犬に過ぎなかった。
ミディアム・ザ・フィンガーネイル
声 - 若本規夫
ミディと呼ばれている白髪の中年男。元は軍人の斥候。
指フェチであり、殺した相手の指を切断してコレクションし、首飾りにしたり自分の指に移植したりしている。
バロットに拳銃で挑むも、はるかに優れた身体能力を持つ彼女には敵わず、壊れた洗面所の水から感電させられて戦闘不能になる。
その後、一命はとりとめていたため半身を機械にして復活。ボイルドと楽園の制圧に同行する。
トゥイードルディや楽園の人を傷つけて回るが、防衛装置（重力制御により空中を泳ぐサメの集団）によって排除される。
ミンチ・ザ・ウィンク
声 - 三宅健太
元爆撃パイロットで筋骨隆々な黒人の大男。レアからは坊やと呼ばれている。
殺した相手の目眼球を、腕や胸などに埋め込む形で体全体に移植している。
見かけだけは偉丈夫のそれだが、肌全体が目で覆われているため戦闘でダメージを受けるとすぐに出血してしまう。
レアとの通信をバロットにハッキングされ、レアと同士討ちさせられて戦闘不能になる。
レア・ザ・ヘア
声 - かないみか
ナイフやワイヤーカッターの使い手。
殺した相手の髪の毛と皮膚を培養して保管し、自分に移植することで若さを保っている。
女言葉を使い、女性的な声だが元々は男性。追い詰められると本性を露にする。
バロットに左手のワイヤーカッターを遠隔操作され重傷を負う、バロットには一切ダメージを与えられぬまま自爆する。
ウェルダン・ザ・プッシーハンド
声 - 田中正彦
畜産業者のリーダー。元従軍牧師。
他のメンバーのようにフェチな部位を多数コレクションしたりはしない。
殺した相手（女性）の性器を1つだけ掌に移植している。腕の筋肉の隙間を改造し子宮や膣まで再現している。
拳銃でバロットと闘うも戦闘にすらならないまま、一方的に倒される。
フレッシュ・ザ・パイク
声 - 脇知弘
おしゃぶりを付けた肥満の男。声は非常に幼い。いつも裸なのか、その姿は異形そのもの。
殺した相手の乳房を身体全体に移植している。特に気に入った物はホルモン注射で育てている。
情報管理及びハッキング担当、作戦中は遠距離から全員に指示を出す。
他の4人がバロットに敗北したため、用済みとみなされボイルドに射殺される。

### "楽園"関係者
プロフェッサー・フェイスマン
声 - 有本欽隆
宇宙戦略研究所の創始者"三博士"の一人。厚顔無恥という意味でフェイスマンのあだ名で呼ばれていた。本名チャールズ・ルートヴィヒ。研究所の廃棄が決定された際、研究所を社会から完全に隔絶した環境に置くことで研究所の存続を図った。その後悪性の腫瘍により首から下を切除し本当の意味で"フェイスマン"となった。現在の研究所のことを楽園と呼んでいる。
トゥイードルディ
声 - 小林由美子
生まれつき体に重い障害があり研究所に預けられた男。研究所の廃棄後はフェイスマン等と共に研究所に残った。体を治療しトゥイードルディムの行動意識を移植することで体を動かせるようになった。"完全な個体"をテーマに開発されており、呼吸や糧食などが無くても活動することができる。トゥイードルディムは恋人。
トゥイードルディム
声 - 浪川大輔
イルカ。研究所の廃棄後はフェイスマン等と共に研究所に残った。トゥイードルディの言語意識により発話能力を得た。かなりざっくばらんとした性格。バロットが事件に積極的に関与する直接の原因を作った。トゥイードルディは恋人。

### カジノ関係者
オクトーバー社傘下「エッグノックブルー」に所属するディーラー達。カジノの最大手といってもいい大規模なもので、業界でも腕利きの連中が揃う。バロット達がシェルが持つ決定的な証拠を手にするために挑むことになる。そこでバロットは思いもよらない出会いとかつてない激戦を経験することになる。カジノシーンは全三巻中、約三分の二を使う密度のものでバロットの過去との訣別と未来への光を求めるための分水嶺となっている。以下の三人はバロットが戦う三人のディーラーである。
ベル・ウィング
声 - 藤田淑子
スピナー。その世界では名前を知らない者はいないと言われているほどの腕利きのスピナーであったが、バロットの能力に入れ込み、仕事の範疇を超えての真剣勝負に負けた事でカジノ側から解雇を言い渡される。彼女に、「女としてのあり方と強さ」を教え、虚無的だった人生観に多大な影響を及ぼす。その後アシュレイとの勝負の立会人としてバロットに数々の助言を与えた。なお、アシュレイは自分サイドとして立会いを求めたが、本人は知らぬ存ぜぬでバロットの側につき、バロットを激励する。
マーロウ・ジョン・フィーバー
声 - 小野大輔
ディーラー。ディーラーとしてはかなり優秀であったが、ドクターやウフコックの方が数段上手だったため、その自身の能力に対する過信が裏目となって手玉に取られ、完全敗北する。アシュレイ直々に解雇通知を言い渡される。漫画版ではバロットに完全敗北を喫し、アシュレイとバロットの決戦をベルと共に見守る。
アシュレイ・ハーヴェスト
声 - 土師孝也
最強のディーラーにしてハウスリーダー。カジノ業界の用心棒に据えられる優秀なディーラーであり、カードの位置を文字通り自在に操る上に寸分違わず位置を把握するという理詰めで裏付けされた超絶的な力をもって自らの運をも掌握する。他のディーラーの追随を許さない圧倒的な実力を持ち、更に一目でウフコックの存在に気づく驚異的な観察力も持っている。マーロウを解雇し、引き継ぐ形で始まった勝負の途中、バロットに手袋に擬態しているウフコックに依存している限り自分には絶対勝てないと暗喩し精神的に追い詰めるという、本作でも屈指の敵。だが最終的にベル・ウィングとの勝負や皮肉にも自身の助言を経て進化を遂げたバロットには一歩届かなかった。ゲーム中に成長していくバロットをベル同様に気に入り、実兄を強盗に殺されたと語り、そこからバロットに問いかけ、文字通りの「進化」を促すほどの影響を及ぼした男。敗北後はベル・ウィングと共に恭しくバロットを見送った。

## 用語一覧
マルドゥック市
この小説の舞台となる街。沿海の工業都市であり、一見華やかであるが貧富の差が大きく一部にはスラム街も存在する。ブロイラーハウスに代表されるような塔型建築に象徴されるような男性型社会である。都市名の由来は政令中枢部に設置された螺旋階段状のモニュメント「天国への階段」である。
三博士
宇宙戦略研究所の創立者。チャールズ・"フェイスマン"・ルートヴィヒ、サラノイ・ウェンディ、クリストファー・ロビンプラント・オクトーバーの3人である。先の戦争が終結し、戦争に用いることのできる科学技術の禁止が決定されたのに伴い研究所も閉鎖されることとなったさい、それぞれ、研究所を完全に外界から隔離することで研究所の存続を図ること（楽園）、都市にたとえ非合法な形であったとしても快楽を供給することで研究所の科学技術の有用性を証明すること、マルドゥック・スクランブル-09法を提案し、それぞれに実行した。クリストファーはオクトーバー社、ネイルズファミリー、カトル・カールらとの争いのなかで死亡し、サラノイは自殺未遂によって植物人間となったため、この物語の時点での生存者は実質フェイスマン・ルートヴィヒだけである。
マルドゥック・スクランブル-09
マルドゥック市における人命保護を目的とした緊急法令「マルドゥック・スクランブル」の一つで、保護証人の人命保護のために委任事件担当捜査官および保護証人に禁じられた科学技術の使用を認める法律。三博士のひとりであるクリストファーが提案創設したもので、元来はクリストファー、ボイルド、イースター、ウフコック等の10名と2匹から為る独立した法執行機関であったが、労働組合を利用したオクトーバー社の犯罪を捜査する過程でクリストファーをはじめとするほとんどのメンバーを失い独立機関として維持することが困難になったため、クリストファーと"繋がり"があり09を擁護する立場にあったヴィクトル・メーソン市長の支持のもと09は改正され、09の執行機関を一つと限定せず、それぞれの機関の人数制限を撤廃し、禁止された科学技術の保有者が市民の生命保全のため（主に委任事件担当捜査官として）に働く、という現行のものとなった。ただし09により禁じられた科学技術を使用する者は常に自身の有用性を証明し続ける必要があり、社会から危険と認識されればいつでも廃棄処分を受ける可能性がある不安定で危険な立場である。
委任事件担当捜査官
事件当事者からの委任を受け事件の捜査、解決を行いその結果ブロイラーハウス（法務局）から報酬を受け取る者のこと。俗称は事件屋。委任事件担当捜査官はライセンス制で人間でないものであってもライセンスを取得することは可能。担当する事件に関係する場所、物品にかんして非常に強大な権限を保有しているが、事件の捜査過程の行動や解決の行方によっては連邦法の容疑者として特定される可能性がある。

## 制作背景
1996年の終わりごろから執筆しており、ゲームの企画や脚本の仕事と並行して書き続けていた。テーマは「武器そのものの存在意義と、それを使うことの意味」（三村美衣）。学生のころアメリカで起きた銃乱射事件の影響が大きい。冲方は、アメリカには自警の文化があるが、自分の中には自警のための正しい武器という論理だけでは解決できない感情があり、善悪の基準を持ち込んでも銃が人殺しの道具であることは変わりがないため、「銃自体に語らせるような物語を書かなければならない」と考えたという。「武器と人間の緊張感というか葛藤」を書きたかったと語っている。

## 既刊一覧
特記のない限り著者は冲方丁、イラストは寺田克也、出版社は早川書房、レーベルはハヤカワ文庫JA
- 『マルドゥック・スクランブル』
  1. 「The First Compression 圧縮」2003年5月、ISBN 4-15-030721-0
  2. 「The Second Combustion 燃焼」2003年6月、ISBN 4-15-030726-1
  3. 「The Third Exhaust 排気」2003年7月、ISBN 4-15-030730-X
- 『マルドゥック・ヴェロシティ』
  1. 2006年11月8日、ISBN 4-15-030869-1
  2. 2006年11月15日、ISBN 4-15-030870-5
  3. 2006年11月25日、ISBN 4-15-030871-3
- 『マルドゥック・アノニマス』
  1. 2016年3月24日発売[6]、ISBN 978-4-15-031223-7
  2. 2016年9月21日発売[7]、ISBN 978-4-15-031245-9
  3. 2018年3月20日発売[8]、ISBN 978-4-15-031320-3
  4. 2019年3月20日発売[9]、ISBN 978-4-15-031367-8
  5. 2020年5月26日発売[10]、ISBN 9784-15-031434-7
  6. 2021年3月17日発売[11]、ISBN 978-4-15-031474-3
  7. 2022年3月16日発売[12]、ISBN 978-4-15-031515-3
  8. 2023年5月23日発売[13]、ISBN 978-4-15-031549-8
- 『マルドゥック・フラグメンツ』2011年5月10日発売[14]、ISBN 978-4-15-031031-8
- 『マルドゥック・ストーリーズ』2016年9月21日発売[15]、ISBN 978-4-15-031246-6

短編
- マルドゥック・スクランブル プレストーリイ
  - 「マルドゥック・スクランブル "104"」（SFマガジン 2003年7月号）『ゼロ年代SF傑作選』（2010年2月、ISBN 978-4-15-030986-2）に収録
  - 「マルドゥック・スクランブル "-200"」（SFマガジン 2004年2月号）『逃げゆく物語の話　ゼロ年代日本SFベスト集成〈F〉』（創元SF文庫、2010年10月、ISBN 978-4-488-73802-0）に収録

翻訳
- 台湾の尖端出版のレーベル「浮文字」で発売。中国語繁体字。

1. 殻中少女-壓縮、2006年1月、ISBN 9571031526
2. 殻中少女-燃燒、2006年2月、ISBN 9571031623
3. 殻中少女-排氣、2006年5月、ISBN 957103214X

再録版
- 『マルドゥック・スクランブル 改訂新版』2009年9月25日発売[16]、ISBN 978-4-15-209153-6
- 『マルドゥック・スクランブル 完全版』
  1. 「The First Compression 圧縮」2010年10月8日発売[17]、ISBN 978-4-15-031014-1
  2. 「The Second Combustion 燃焼」2010年10月8日発売[18]、ISBN 978-4-15-031015-8
  3. 「The Third Exhaust 排気」2010年10月8日発売[19]、ISBN 978-4-15-031016-5
- 『マルドゥック・ヴェロシティ 新装版』
  1. 2012年8月24日発売[20]、ISBN 978-4-15-031077-6
  2. 2012年8月24日発売[21]、ISBN 978-4-15-031078-3
  3. 2012年8月24日発売[22]、ISBN 978-4-15-031079-0

## 漫画
2009年10月発売の『別冊少年マガジン』（講談社）創刊2号より大今良時作画による漫画版の連載が開始され2012年6月号まで連載された。また映画公開時には、これを記念して『週刊少年マガジン』48号（2010年10月27日発売）に出張読み切りが掲載された。単行本は全7巻。
ストーリーは原作をほぼ忠実に再現しているが、原作の一部の設定が改変されている。また、バロットのウフコックへの想いが強調されている他、ラストが原作と異なっている。
『マルドゥック・デーモンズ』は、皆本形介が冲方丁が主催した自作の二次創作コンテスト「冲方塾」で第1回大賞（受賞時の名義はK介）になった投稿作品を連載化したものでシリーズ公認スピンオフである。NEMESIS（月刊シリウス別冊）で＃31から＃40にかけて連載された。

### 単行本
- 冲方丁（原作） / 大今良時（作画） 『マルドゥック・スクランブル』 講談社〈週刊少年マガジンコミックス〉、全7巻
  1. 2010年3月17日発売[26]、ISBN 978-4-06-384278-4
  2. 2010年8月17日発売[27]、ISBN 978-4-06-384353-8
  3. 2010年10月15日発売[28]、ISBN 978-4-06-384389-7
  4. 2011年1月7日発売[29]、ISBN 978-4-06-384408-5
  5. 2011年6月9日発売[30]、ISBN 978-4-06-384499-3
  6. 2011年12月9日発売[31]、ISBN 978-4-06-384574-7
  7. 2012年6月8日発売[32]、ISBN 978-4-06-384698-0
- 冲方丁（原作） / 皆本形介（作画） 『マルドゥック・デーモンズ』 講談社〈シリウスKC〉、全2巻
  1. 「上」2019年3月20日発売[33]、ISBN 978-4-06-514824-2
  2. 「下」2019年3月20日発売[34]、ISBN 978-4-06-514840-2

## OVA（制作中止）
ゴンゾ15周年記念作品。2006年末に公開予定であったが、2006年12月21日に製作中止が発表された。

### キャスト (OVA)
- ルーン・バロット - 林原めぐみ
- ボイルド - 中田譲治
- ドクター - 郷田ほづみ

### スタッフ (OVA)
- 原作・脚本 - 冲方丁
- 監督 - ソエジマヤスフミ
- メインキャラクターデザイン - 村田蓮爾、熊膳貴志
- サブキャラクターデザイン - 長澤真、原健一郎
- メカニックデザイン - 七水剛多
- 銃器デザイン - 前田真宏
- 美術デザイン - 竹田悠介（Bamboo）、七水剛多、小林武人
- 美術コンセプトデザイン協力 - 鄭秀和（INTENTIONALLIES）、officeokada
- 色彩設計 - 鈴木依里
- アニメーションディレクター - 高岡じゅんいち
- 3Dテクニカルアドバイザー - 水崎淳平（神風動画）
- 3Dモデリングディレクター - 菅一徳
- 制作 - GONZO

## 劇場アニメ
第一部『マルドゥック・スクランブル 圧縮』（Mardock Scramble  The First Compression）が、 2010年11月6日に劇場公開（PG12指定）。また、ハードな描写と未公開シーンを加えた完全版が、2011年8月6日に劇場公開（R18+指定）。ちなみに成人指定アニメが劇場公開されたのは映画『江戸川乱歩全集 恐怖奇形人間』の併映で東映が1969年（昭和44年）10月29日に全国53館の劇場で公開した『㊙劇画 浮世絵千一夜』以来42年ぶりである。PG12指定版の興行収入は2010年12月17日時点で1850万円を記録している。
第二部『マルドゥック・スクランブル 燃焼』（Mardock Scramble The Second Combustion）が、 2011年9月3日に劇場公開（G指定）。BD版ではR15+指定。
第三部『マルドゥック・スクランブル 排気』（Mardock Scramble The Third Exhaust）が、 2012年9月29日に劇場公開（G指定）。BD版ではR15+指定。

### キャスト（映画）
- ルーン・バロット - 林原めぐみ[38]
- ウフコック＝ペンティーノ - 八嶋智人[38]
- ドクター・イースター - 東地宏樹[38]
- シェル＝セプティノス - 中井和哉[38]
- ディムズデイル＝ボイルド - 磯部勉[38]
- ウェルダン・ザ・プッシーハンド - 田中正彦[38]
- ミディアム・ザ・フィンガーネイル - 若本規夫[38]
- レア・ザ・ヘア - かないみか[38]
- ミンチ・ザ・ウィンク - 三宅健太[38]
- フレッシュ・ザ・パイク - 脇知弘[38]
- トゥイードルディ - 小林由美子
- トゥイードルディム - 浪川大輔
- プロフェッサー・フェイスマン - 有本欽隆
- オクタヴィア - 勝田晶子
- ベル・ウィング - 藤田淑子
- アシュレイ・ハーヴェスト - 土師孝也
- マーロウ・ジョン・フィーバー - 小野大輔
- 少女 - 瀬戸麻沙美

### スタッフ（映画）
- 原作・脚本 - 冲方丁（早川書房 ハヤカワ文庫JA）[38]
- 監督 - 工藤進[38]
- 画コンテ - 工藤進・鈴木信吾
- コンセプトデザイン - 菊田幸一[38]
- キャラクターデザイン・アニメーションディレクター - 鈴木信吾、中井準
- メカ・銃器デザイン - 大久保宏[38]
- CGIディレクター - 児玉徹郎[38]
- 色彩設計 - 海鉾重信[38]
- 美術設定 - 塩澤良憲[38]
- 美術監督 - 野村正信[38]
- 撮影監督 - 福士享[38]
- 編集 - 神野学
- 音響監督 - 三間雅文[38]
- 効果 - 倉橋静男
- 音響制作 - テクノサウンド[38]
- 音楽 - Conisch（コーニッシュ）[38]
- 音楽制作 - スターチャイルドレコード[38]
- アニメーション制作 - GoHands[38]
- 配給 - アニプレックス[38]
- 製作 - マルドゥック・スクランブル製作委員会[38]（キングレコード[38]、アニプレックス[38]、ブロスタTV[38]）

### 主題歌（映画）
マルドゥック・スクランブル圧縮
- 「アメイジング・グレイス for Balot」

作詞 - ジョン・ニュートン/日本語詞 - 岩谷時子、作曲 - Traditional/トラディショナル、編曲 - Conisch（コーニッシュ）、歌 - 本田美奈子.
マルドゥック・スクランブル燃焼
- 「アヴェ・マリア for Balot」

作曲 - ジュリオ・カッチーニ、歌 - 本田美奈子
マルドゥック・スクランブル排気
- 「つばさ」

作詞 - 岩谷時子、作曲 - 太田美知彦、編曲 - Conisch（コーニッシュ）、歌 - 林原めぐみ
- 「アメイジング・グレイス コラボver」（挿入歌）

作詞 - ジョン・ニュートン/日本語詞 - 岩谷時子、作曲 - Traditional/トラディショナル、編曲 - Conisch（コーニッシュ）、歌 - 林原めぐみ、本田美奈子.

### 関連商品
Blu-ray / DVD
※DVD収録内容は、劇場公開版よりハードな描写と未公開シーンを加えた「完全版」である（BDには「劇場公開版」も合わせて収録）。
| 巻数  | タイトル                        | 発売日        | 規格品番                          |
| ----- | ------------------------------- | ------------- | --------------------------------- |
| 第1巻 | マルドゥック・スクランブル 圧縮 | 2011年8月24日 | KIXA-90131（BD） KIBA-1889（DVD） |
| 第2巻 | マルドゥック・スクランブル 燃焼 | 2012年7月25日 | KIXA-90199（BD） KIBA-1962（DVD） |
| 第3巻 | マルドゥック・スクランブル 排気 | 2013年9月25日 | KIXA-356（BD） KIBA-2046（DVD）   |

オリジナルサウンドトラック
| 巻数  | タイトル                                                      | 発売日        | 規格品番  |
| ----- | ------------------------------------------------------------- | ------------- | --------- |
| 第1巻 | オリジナルサウンドトラック「マルドゥック・スクランブル 圧縮」 | 2010年10月6日 | KICA-3131 |
| 第2巻 | オリジナルサウンドトラック「マルドゥック・スクランブル 燃焼」 | 2011年9月3日  | KICA-3158 |
| 第3巻 | オリジナルサウンドトラック「マルドゥック・スクランブル 排気」 | 2012年9月29日 | KICA-3198 |

### 製作エピソード
- キャスト決定にあたり、主人公のルーン・バロット役の声優・林原めぐみは都合2度オファーを断っている。1度目はゴンゾによるOVA製作時である。育児のために仕事量を抑えており負担をかけられないことが理由であったが、「今一度出演検討を」という再オファーにより、仕事を引き受けている[39]。ただしこの時は製作が頓挫したため公開は実現していない。中止を知った林原は思い余って、早川書房へ原作者の冲方丁宛てに、心の内を記した手紙を本人だとわかる業界用のサンプルCDを添えて送ったという。2度目は劇場版製作時である。このとき林原は「5年前に私だったから、スターチャイルドであるから、といって今私である必要は無い。遠慮や気遣いは作品の方向性を見誤らせる」として断りをいれている。しかし、この際にも前回と同様に熱烈な再オファーがあり、最終的に仕事を引き受けることとなった。
- 主人公のルーン・バロットは火傷により声帯（肉声）を失っているという設定である。そのためスタッフは試行錯誤を繰り返し、声を担当する声優の林原めぐみは通常のマイクとは別に首と喉に骨伝導用マイクも装着。合計3つのマイクを用いるという一風変わったアフレコを行うこととなった[40][41][42]。
- 原作者であり映画版の脚本も担当した冲方丁は、「この部分は出来ないのではないか」と感じて表現を抑えたプロットを届けたところ、スタッフ側から「原作通りにしてください！」とリテイクが入った。その姿勢を受けて、冲方は「本気でやることがどういうことか」を学んだという[40][41][42]。
- 映画公開前後には様々なイベントが開催された。公開を記念した舞台挨拶では、第1作では初日の東京と後日大阪で開催され、第2作では同じく初日に東京で開催された後、大阪と新たに千葉が加わった。また、2011年8月30日には第2作公開直前イベントとして冲方（原作）・林原（主役声優）・工藤（監督）によるトークイベント（第1部）及び冲方サミットによるポーカーバトルイベント（第2部）が行われ、この模様はUstreamとニコニコ動画内のニコニコ生放送で中継配信された[43]。